# AL Возничего
AL Возничего (лат. AL Aurigae) — одиночная переменная звезда в созвездии Возничего на расстоянии (вычисленном из значения параллакса) приблизительно 3846 световых лет (около 1179 парсеков) от Солнца. Видимая звёздная величина звезды — от +16,6m до +9m.

## Характеристики
AL Возничего — красная пульсирующая переменная звезда, мирида (M) спектрального класса M7e. Эффективная температура — около 3281 К.